# Dichelomorpha unidens
Dichelomorpha unidens är en skalbaggsart som beskrevs av Frey 1973. Dichelomorpha unidens ingår i släktet Dichelomorpha och familjen Melolonthidae. Inga underarter finns listade i Catalogue of Life.